# Мальдис, Адам Иосифович
Ада́м Ио́сифович Ма́льдис (бел. Адам Іосіфавіч Мальдзіс; 7 августа 1932, Расолы, Виленское воеводство — 3 января 2022, Минск) — советский и белорусский литературовед, литературный критик, публицист, прозаик, переводчик. Доктор филологических наук (1987), профессор (1990). Член СП СССР (1965).

## Биография
Родился 7 августа 1932 года в крестьянской семье в деревне Россолы Ошмянского повета Виленского воеводства II Речи Посполитой (ныне — Островецкий район Гродненской области, Беларусь). В 1956 году окончил факультет журналистики БГУ, после чего работал секретарём в радошковичской районной газете «Сцяг Ільіча» («Знамя Ильича»). В 1959 году поступил в аспирантуру при Институте литературы имени Янки Купалы АН БССР, после её окончания в 1962 году работал научным сотрудником. В 1963 году защитил кандидатскую диссертацию на тему «Белорусско-польские литературные взаимосвязи во второй половине XIX века».
В 1981—1991 годах заведовал отделом белорусской дооктябрьской литературы в Институте литературы. В 1986 году защитил докторскую диссертацию на тему «Закономерности развития белорусской литературы переходного периода (вторая половина XVII—XVIII века)». С 1987 года председатель комиссии «Вяртанне» («Возвращение») Белорусского фонда культуры, позже вошёл в аналогичную комиссию (по возвращению в Республику Беларусь историко-культурных ценностей) при Министерстве культуры РБ. С 1989 года член Белорусского ПЕН-центра. В 1990 году в качестве члена делегации БССР участвовал в работе 45-й сессии ООН.
С 1990 года профессор, с 1991 по 1998 год работал директором Национального научно-просветительского центра имени Франциска Скорины. В том же году (1991) был избран президентом Международной ассоциации белорусистов, которой руководил до 2005 года (позже являлся почётным председателем). С 1996 года руководитель отдела культурологии Международной Академии наук Евразии.
Начал печататься с 1954 года, ещё во время учёбы в университете. Член Союза писателей СССР с 1965 года. В 1966 году издал работу о белорусско-польских литературных связях «Творчае пабрацімства» («Творческое побратимство»). В 1969 году подготовил к изданию сборник Адама Мицкевича «Зямля навагрудская, краю мой родны» («Земля новогрудская, край мой родной»), в 1981 — «Творы Я. Дылы» («Произведения Я. Дылы»), в том же году подготовил к изданию «Пана Тадеуша» в переводе на белорусский язык Бронислава Тарашкевича. Один из авторов двухтомной работы по истории белорусской литературы. Инициатор и редактор биобиблиографического словаря в шести томах «Беларускія пісьменнікі» (1992—1995). Занимался переводами с польского и болгарского языков.
С конца 1960-х жил в Минске по ул. Червякова, 18. Как житель этого дома выведен Владимиром Короткевичем в романе «Чорны замак Альшанскі» под именем Алесь Гудас. Скончался 3 января 2022 года.
Похоронная служба состоялась 5 января в Красном костёле в Минске, её возглавил архиепископ Тадеуш Кондрусевич. Похоронен на кладбище деревни Задворники Островецкого района.

## Творческая и научная деятельность
В печати со статьями и рецензиями начал выступать в 1954. Исследовал историю белорусской культуры и литературы 17-19 вв., белорусско-польские и белорусско-литовские литературные взаимосвязи.
Начинал как исследователь литературы XIX века. Его книга «Творчае пабрацімства» (1966) о белорусско-польских литературных связях содержит множество новых фактов, добытых в отечественных и польских архивах, множество свежих мыслей, оригинальных исследовательских наблюдений. Исследователя сразу определяла комплексность в изучении вопросов литературы и культуры, стремление к живой беседе с широким читателем. В книге «Падарожжа ў XIX стагоддзе» (1969) им подан портреты писателей, музыкантов, путешественников, деятелей освободительного движения. Издал исследования «Традыцыі польскага Асветніцтва ў беларускай літаратуры XIX стагоддзя» (1972), «Таямніцы старажытных сховішчаў» (1974), «На скрыжаванні славянскіх традыцый» (1980), «Беларусь у люстэрку мемуарнай літаратуры XVIII ст.: Нарысы быту і звычаяў» (1982, переиздана в обновлённом виде 2001), «З літаратуразнаўчых вандраванняў» (1987), «Францыск Скарына як прыхільнік збліжэння і ўзаемаразумення людзей і народаў» (1988). Совместно с литовской исследовательницей Альмой Лапинскене издал монографию «Перазовы сяброўскіх галасоў» (1988), где впервые показано литературное взаимодействие двух народов от древности до нашего времени. Позже вышли его книги «І ажываюць спадчыны старонкі: Выбранае» (1994), «Выбранае» (2007), «Белорусские сокровища за рубежом» (2010).
Подробная библиография содержится в книгах: «Беларусь і беларусы ў прасторы і часе: Зборнік да 75-годдзя прафесара Адама Мальдзіса» (2007). Работы Адама Мальдиса отличаются глубиной научного анализа, оригинальностью выводов, новаторскими подходами, блестящим стилем. Один из авторов «Гісторыі беларускай дакастрычніцкай літаратуры» (т. 2, 1969), «Истории белорусской дооктябрьской литературы» (1977).
Написал историческую повесть «Восень пасярод вясны» (1984), в которой на основе местной легенды свёл воедино, собрал в Анелине в Островецком крае Кастуся Калиновского, Владислава Сырокомлю, актрису Галену Маевский-Киркор и других героев. Автор краеведческого очерка «Астравеччына, край дарагі…» (1977), многочисленных статей по краеведению. Книга «Жыцце і ўзнясенне Уладзіміра Караткевіча» (1990) — сплав мемуаристики, эссеистики, литературоведения. Автор книги «Як жылі нашы продкі ў XVIII ст.» (2001).
Составитель сборников «Зямля навагрудская, краю мой родны…» А. Мицкевича (1969) и «Творы» Я. Дылы (1981), «Пан Тадэвуш» (перевод Б. Тарашкевича, 1981).
Переводы с польского и болгарского языков.

## Награды и звания
- Государственная премия БССР имени Якуба Коласа (1980)[8];
- Заслуженный деятель культуры Польши (1982);
- Орден Франциска Скорины (27 мая 2013) — за многолетнюю плодотворную работу, образцовое выполнение служебных обязанностей и высокое профессиональное мастерство, значительный личный вклад в обеспечение обороноспособности и экономической безопасности страны, оказание медицинской помощи населению, развитие науки и промышленности, железнодорожного транспорта, лесного хозяйства и строительного комплекса, достижения в области образования, культуры и спорта[9];
- Медаль «100 лет БНР» (Рада Белорусской народной республики, 2019).

## Труды
- Творчае пабрацімства: Беларуска-польскія літаратурныя ўзаемасувязі ў XIX ст. — Мн., 1966.
- Падарожжа ў XIX стагоддзе: 3 гісторыі беларускай літаратуры, мастацтва і культуры. Навукова-папулярныя нарысы. — Мн., 1969.
- Традыцыі польскага Асветніцтва ў беларускай літаратуры XIX стагоддзя. — Мн., 1972.
- Тры месяцы пошукаў, знаходак і сустрэч // Полымя. 1973. № 7.
- Таямніцы старажытных сховішчаў. — Мн., 1974.
- Nieznany wiersz białoruski ze zbiorów Kórnickich / A. Maldzis // Pamiętnik biblioteki Kórnickiej. — 1978. — Zesz. 14. — S. 177—180.
- На скрыжаванні славянских традыцый: Літаратура Беларусі пераходнага перыяду: другая палавіна XVII—XVIII ст. — Мн., 1980.
- Беларусь у люстэрку мемуарнай літаратуры XVIII стагоддзя: Нарысы быту і звычаяў. — Мн., 1982.
- Восень пасярод вясны: Аповесць, сатканая з гістарычных матэрыялаў і мясцовых паданняў. — Мн.: Мастац. літ., 1984.
- 3 літаратуразнаўчых вандраванняў: Нарысы, эсэ, дзённікі. — Мн., 1987.
- Францыск Скарына як прыхільнік збліжэння і ўзаемаразумення людзей і народаў. Мн., 1988.
- Жыццё і ўзнясенне Уладзіміра Караткевіча: Партрэт пісьменніка і чалавека. — Мн., 1990.
- І ажываюць спадчыны старонкі: Выбр. — Мн., 1994.
- Як жылі нашы продкі ў XVIII стагоддзі. — Мн., 2001.
- Выбранае / Адам Мальдзіс; Уклад. В. Грышкевіч; Прадм. Г. Кісялёў, В. Чамярыцкі. — Мн.: Кнігазбор, 2007. — 464 с. — («Беларускі кнігазбор»: Серыя 2. Гісторыка-літаратурныя помнікі). ISBN 978-985-6824-95-4.
- Мальдис, А. И. Белорусские сокровища за рубежом / А. И. Мальдис. — Минск : Літаратура і Мастацтва, 2009. — 208 с. : ил. — (Беларусь вчера и сегодня). ISBN 978-985-6720-94-2.
- Даўняя Беларусь. З настальгіяй аб мінулым / Адам Мальдзіс, Армэн Сардараў. — Мінск : Літаратура і Мастацтва, 2010. — 165, [2] с. ISBN 978-985-6941-36-1.
- Мальдис, А. И. Соотечественики : очерки о белорусах и уроженцах Беларуси, обогативших мировую культуру / Адам Мальдис. — Минск : Издательский дом «Звезда», 2013. — 336 с. (Беларусь вчера и сегодня). ISBN 978-985-7059-85-0.
- Ад Скарыны і Фёдарава — у XXI стагоддзе: зборнік эсэ / Адам Мальдзіс. — Мінск : Чатыры чвэрці, 2018. — 206, [1] с. ISBN 978-985-581-087-3.